# Jerzy Neyman
Jerzy Neyman   (Bender, 16 d'abril de 1894 - Oakland, 5 d'agost de 1981) va ser un estadístic i matemàtic estatunidenc d'origen polonès.

## Vida i Obra
L'avi de Neyman va ser cremat viu a casa seva per la seva participació a l'aixecament de gener de 1863, les seves terres van ser confiscades per l'Imperi Rus i tots els seus fills, excepte el pare de Neyman, van ser deportats a Sibèria. El seu pare va estudiar dret a la universitat de Kíiv i va exercir l'advocacia amb èxit per localitats de les actuals Moldàvia i Ucraïna com Bender, Kherson, Melitòpol i Simferòpol, on va néixer i es va criar el jove Neyman, en una família catòlica polonesa. Quan va morir el seu pare el 1906, la família es va instal·lar a Khàrkiv, on la seva mare tenia familiars.
El 1912 va ingressar a la universitat de Khàrkiv, per estudiar principalment física, però sota la influència de Serguei Bernstein, també va estudiar teoria de la probabilitat i estadística, temes que, inicialment, no li van interessar gaire. Malauradament, aviat va descobrir que era molt maldestre fent experiments en el laboratori: saltaven els ploms, trencava el vidre, els mecanismes s'encallaven ... El 1917 va completar els seus estudis i es va convertir en assistent al departament de matemàtiques de la universitat. Els anys següents van ser difícils: va contraure una tuberculosi que el va obligar a abandonar Kharkiv pel Caucas on va conèixer la seva futura dona, la pintora russa Olga Solodovnikova; en acabar la Primera Guerra Mundial i la Revolució Soviètica va començar la guerra poloneso-soviètica i va ser empresonat durant unes setmanes com enemic en territori soviètic. Tot i així, el 1920 va obtenir el grau de màster.
Finalment, el 1921 va poder marxar a Varsòvia en un intercanvi de presoners i va començar a treballar al Institut Nacional de Recerca Agrícola a Bydgoszcz fent estadístiques agràries. El desembre de 1922 va poder retornar a Varsòvia per treballar al Institut Meteorològic Estatal, però la feina no li agradava gaire i aviat va començar a donar classes a la universitat de Varsòvia i a l'Escola Central d'Agricultura. El 1924 va obtenir el doctorat amb una tesi basada en els seus treballs a Bydgoszcz. A continuació va rebre una beca per treballar un any amb Karl Pearson al University College de Londres. En retornar va ser cap del departament de biometria de l'Institut Nencki de Biologia Experimental càrrec que va mantenir fins al 1934.
El 1926 havia començat la seva col·laboració amb Egon Pearson i després de la mort del pare d'aquest, Karl Pearson, el 1933, Egon li va oferir la possibilitat d'esdevenir professor del University College. Neyman, cansat de la vida de privacions que tenia a Polònia, va ecceptar immediatament i el 1934 es va traslladar a Londres. Neyman va romandre a Londres fins al 1938 quan va acceptar una oferta de la universitat de Califòrnia a Berkeley, en la qual va romandre fins a la seva mort el 1981 i havent creat i dirigit el nou departament d'estadística de la universitat des del 1955.
Neyman és recordat, sobre tot, per la teoria sobre la inferència estadística que va elaborar juntament amb Egon Pearson durant els anys 1930's, a partir de l'anomenat lema de Neyman-Pearson (1933). Al contrari de Ronald Fisher, Neyman i Pearson van introduir la idea de testar hipòtesis alternatives per establir la més probable. També va establir una teoria sobre els intervals de confiança per establir la precisió dels estimadors estadístics independentment de les distribucions de probabilitat de l'estadística bayesiana. Durant la seva etapa americana, Neyman va estar sobre tot interessat en construir i verificar models probabilístics de tota mena de fenòmens naturals.
Neyman va publicar més de vint llibres i monografies i més de dos-cents articles de recerca.